# Riccardo Romagnoli
Riccardo Romagnoli (ur. 11 lipca 1963 w Rzymie) – włoski kierowca wyścigowy.

## Kariera
Romagnoli rozpoczął karierę w wyścigach samochodowych w 1988 roku od startów we  Włoskiej Formule 3, gdzie jednak nie zdobywał punktów. W późniejszych latach Włoch pojawiał się także w stawce Południowoamerykańskiej Formuły 3, Italian Super Production Car Championship, Renault Clio Cup Italy, Superstars Championship Italy, Italian Super Touring Car Championship, World Touring Car Championship, FIA GT3 European Championship, International GT Open, Superstars International Series, Grand American Rolex Series, 24-godzinnego wyścigu Daytona, Trofeo Maserati World Series oraz Gulf 12 Hours.
W World Touring Car Championship Włoch wystartował w czterech wyścigach sezonu 2006. Podczas drugiego wyścigu włoskiej rundy uplasował się na szesnastej pozycji, co było jego najlepszym wynikiem w mistrzostwach.